# Penosan (Blang Jerango)
Penosan is een bestuurslaag in het regentschap Gayo Lues van de provincie Atjeh, Indonesië. Penosan telt 1671 inwoners (volkstelling 2010).